# 藥店口古井
23°33′00″N 120°11′27″E / 23.549883°N 120.190886°E
藥店口古井，是位於臺灣雲林縣口湖鄉梧北村李萬居故居旁的水井，除用水外，有用於婚姻占卜及選舉宣傳的軼事。

## 歷史

### 早期使用
此井名稱由來是因李萬居父親曾在李萬居故居開設名為「興德堂」的中藥鋪，而得名「藥店口古井」。雲林縣李氏宗親會總幹事李震霹表示，此地屬諸羅縣尖山堡，文獻記載已可追溯到1765年，固此井可能自梧北村建庄時期便開始使用。又相傳井出自荷蘭人工藝，故又名「紅毛井」。
地方風俗是男女合婚時，村民會將兩人生辰八字放在椬梧調天府的神案上。過了一夜後若井水仍然清澈，便婚姻會幸福美滿，反之則神祉不看好此樁婚事。
1968年自來水系統建立後，此水井漸失功能。1974年到1976年間，臺灣省環境衛生實驗所檢驗全臺灣83656口井的砷含量，發現北門、口湖、學甲、路竹等地井水有45%超過0.05PPM，砷汙染更嚴重。自來水公司為避免烏腳病，在沿海地區廣建簡易水塔，因此到此井汲水的人漸少，最終關閉。

### 文資活化
一次，村民李文珼到高雄算命時，聽算命師此井曾孕育出一位地方賢人，於是和鄉親將井重新開放。重新打通時，恰巧1986年韋恩颱風來襲，該水井適時供應附近地區的民生用水。由於井水甘甜、無消毒水味，這口老井成為泡茶者的最愛。
梧北社區發展協會成立後，被推選為理事長的李文貝與妻子董碧投入李萬居故居、人面老樹等、紅毛井維護與保存。2001年7月25日，鄉公所與梧北社區發展協會協商後，決定將李萬居故居爭取列入歷史建築保護範圍，並開發此古井。

### 選舉造勢

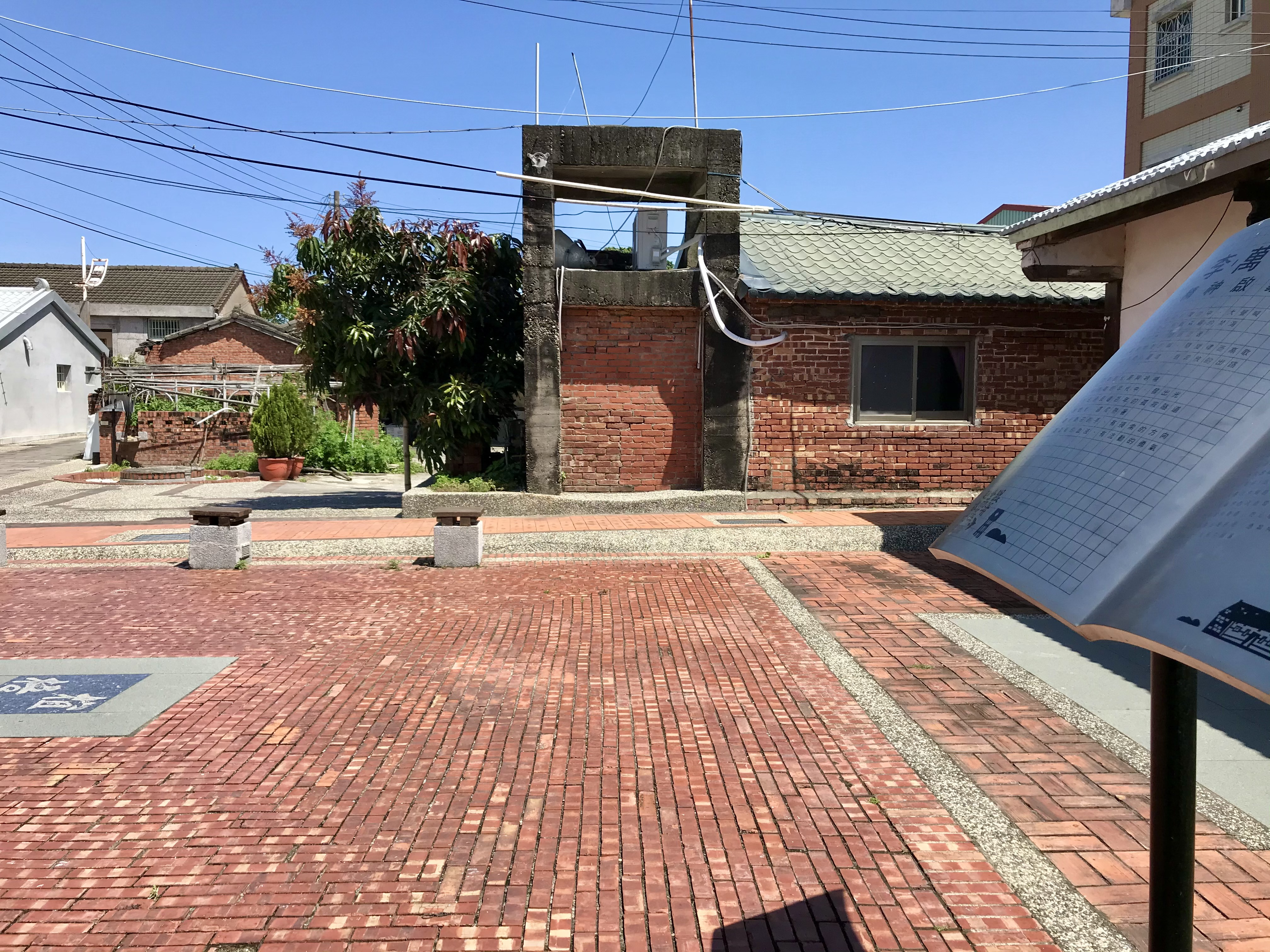
藥店口古井與李萬居故居前院

1998年中華民國立法委員選舉期間，參選人李應元標榜「從口湖到縣府、由李萬居到李應元傳承之路」，在1997年1月8日來李萬居舊宅前舉行造勢誓師活動，並且喝此井口水，以表示「飲水思源」之意。2001年8月12日，總統陳水扁出席李萬居百歲冥誕紀念會，致詞提到「飲水思源」。2004年中華民國立法委員選舉期間，2004年11月27日，候選人陳憲中前來喝井水，表達「飲水思源」的心意。